# Villino Maccari

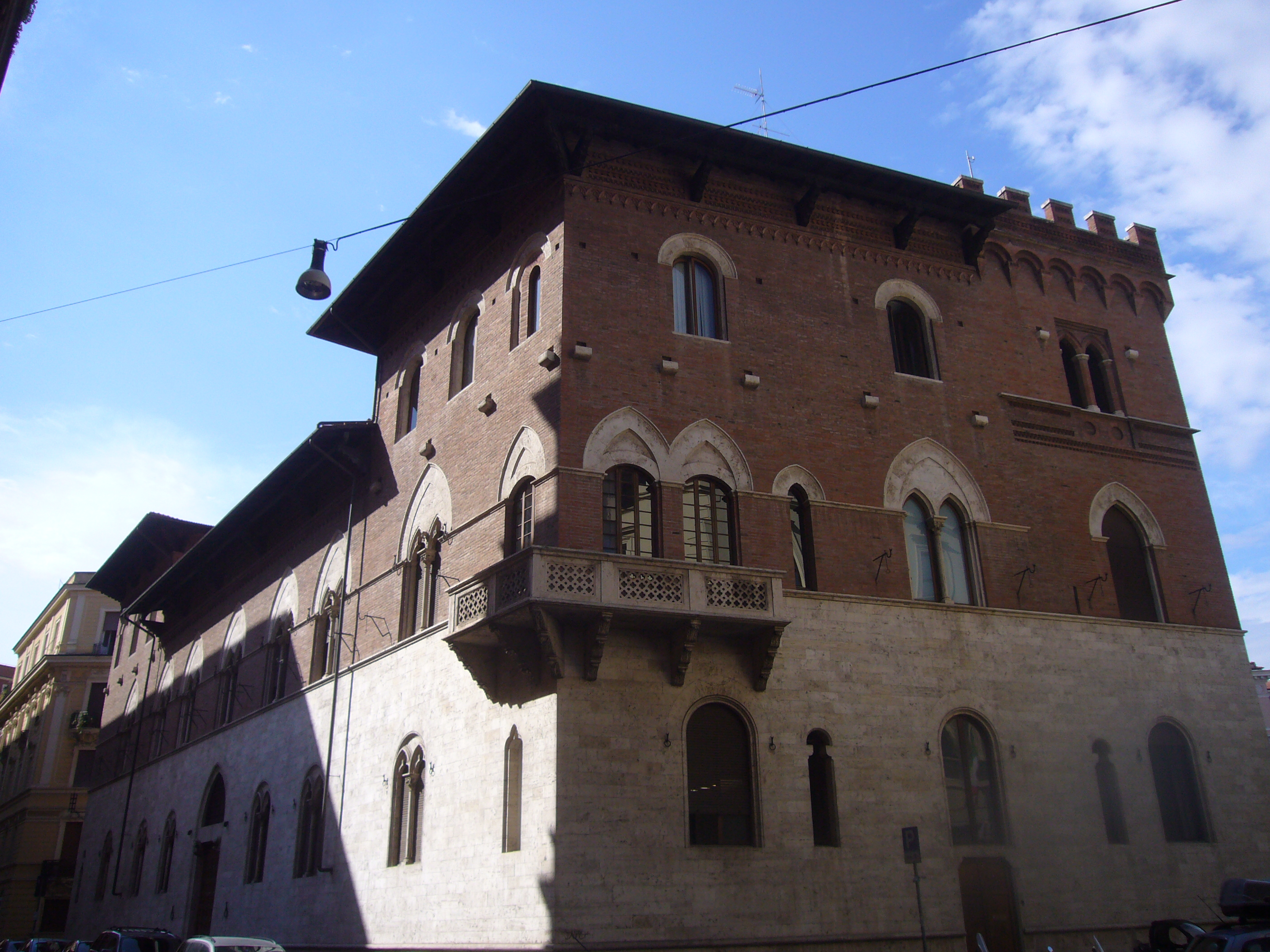
Vista da fachada a partir da Via Collina.

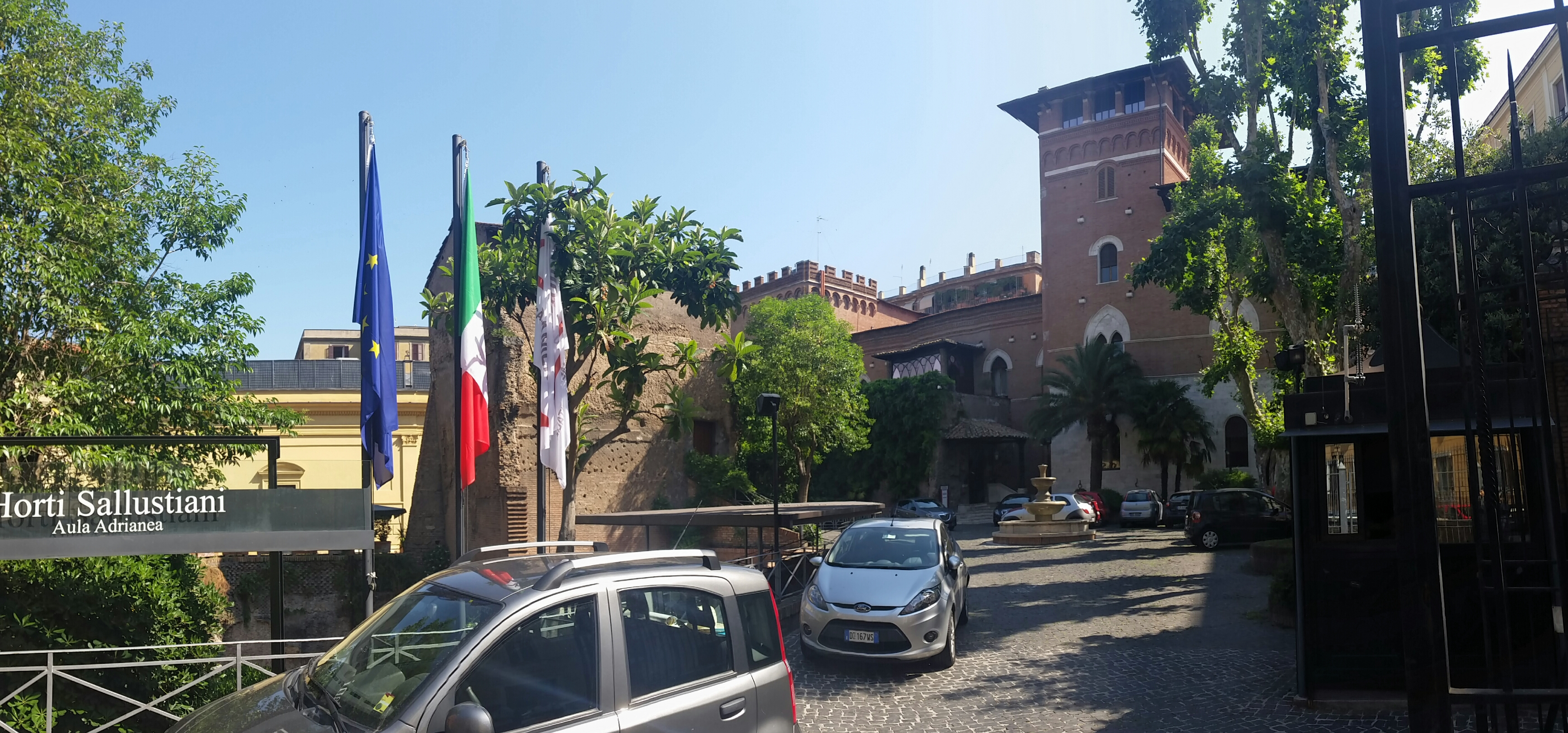
Vista da fachada anterior e a entrada para o parque arqueológico dos Jardins Salustianos.

Villino Maccari é um palacete neogótico localizado no parque arqueológico dos Jardins Salustianos (em italiano:  Horti Sallustiani) na Piazza Sallustio, de frente para a Via Collina, no rione Sallustiano de Roma. Foi construído em 1902 por Augusto Fallani para Cesare Maccari e atualmente abriga a sede da Unione italiana delle Camere di commercio, industria, artigianato e agricoltura (UnionCamere).